# Levigliani
Levigliani è una frazione del comune di Stazzema, in provincia di Lucca, situata nella valle di Cansoli, alle pendici del Monte Corchia ad un'altitudine di 600m s.l.m.
L'abitato vanta antiche origini e di ciò sono testimonianza i numerosi reperti archeologici di origine etrusca, nonché la necropoli dei liguri apuani, rinvenuti recentemente sul posto.
Anticamente unita alla frazione limitrofa di Terrinca, se ne separò nel primo decennio del Cinquecento.

## La Chiesa
Della chiesa, dedicata alla Visitazione di Maria Santissima, celebrata il 2 luglio, abbiamo notizie dal 1778; hanno scritto anche su di una lapide marmorea murata nella falsa abside;
la chiesa si presenta all'esterno priva di sagrato. All'interno si presenta invece a tre navate, divise da 4 volte e 3 colonne di marmo, con capitelli dorici; il soffitto delle navate minori è a volta a crociera, mentre la navata maggiore ha il soffitto a botte, decorate da affreschi.
Il falso abside invece è diviso da 3 costoloni, i quali abbracciano l'altare, e anch'esso è affrescato di bianco con bordi grigi.

## Il Campanile
Il campanile, alto 25 metri, si trova adiacente all'abside della chiesa, ed è leggermente distaccato da essa. Intonacato esternamente, è di color giallo chiaro, ad eccezione degli angoli, su cui sono state applicate delle piastre di marmo; il bordo della cella campanaria, il muretto della finestra delle campane e il bordo superiore della torre, sono ricoperti da uno strato di marmo bianco. Il campanile contiene quattro campane elettrificate a mezzo slancio veloce e a batacchio cadente; probabilmente per la staticità del campanile. Di seguito le note delle campane: la piccola è un Sib3, la mezzanella è un Lab3, la mezzana un Sol3 e la grande un Fa3.

## Il borgo
Grazie al suo clima mite e all'atmosfera rilassante, questo paese è sempre stato luogo di villeggiatura estiva soprattutto per gli abitanti della Piana Versiliese. In paese il turismo soprattutto da quando l'Antro del Corchia è stato reso visitabile riveste un ruolo importante, vi sono infatti alcuni piccoli negozi, ristoranti e due alberghi. È inoltre uno dei punti di partenza per escursioni nella valle di Mosceta e dei monti Corchia e Pania.
Nel paese di Levigliani troviamo inoltre il famoso Antro del Corchia che con i suoi oltre 150 chilometri di cuniculi e ramificazioni sotterranei, di cui 70 esplorati e 2 visitabili ,è la più grande grotta carsica d'Europa, aperta al pubblico dal 2001, è visitabile per quasi tutti i giorni dell'anno ed è facilmente accessibile con il bus navetta che parte dal paese.
Recentemente è stata resa visitabile anche l'ex miniera dell'argento vivo. Troviamo inoltre due piccoli musei tra loro collegati: il museo di comunità ed impresa 'Lavorare Liberi', che racconta la storia della Cooperativa Condomini Levigliani impegnata già dal 1956 nella gestione delle cave di marmo, punto di forza dell'economia del paese, e quello della pietra piegata, che narra l'uso del marmo nella storia.
L'economia prevalente nella frazione di Levigliani è oggi l'attività estrattiva, ci sono infatti 5 cave di marmo situate sull'immenso bacino marmifero del monte Corchia dalle quali si estraggono due tipi di marmo: l'Arabescato Corchia e il Venato Corchia che per le loro caratteristiche proprietà sono richiesti su un vastissimo mercato internazionale soprattutto verso Cina e Giappone. Tali cave sono oggetto di una dura battaglia ambientalista per la loro chiusura da parte del movimento No Cav.